# Monasterio de la Santísima Trinidad (Meteora)
El monasterio de la Santísima Trinidad (en griego: Μονή Αγίας Τριάδας Μετεώρων) es un monasterio ortodoxo, situado al norte de Grecia, en la llanura de Tesalia, en las proximidades de Kalambaka, en el valle del río Peneo. Forma parte de un grupo de seis monasterios denominados Monasterios suspendidos en los aires o Monasterios en el cielo situados en Meteora, que fueron clasificados como Patrimonio de la Humanidad por la Unesco desde el año 1988.
Junto al monasterio de San Esteban es uno de los que están más separados del grupo de monasterios principal, situado al norte de Meteora. Antes del siglo XX, el acceso a este monasterio de la Santísima Trinidad era muy difícil, pues el único acceso era a través de un agreste valle, al que se le sumaba la escalada de una pared rocosa para entrar al edificio. Dadas sus particulares características, el aprovisionamiento de los monjes que lo habitan se sigue llevando a cabo a través de poleas y cestas, levantando con cuerdas desde la base del promontorio los diversos abastecimientos. En la actualidad, los accesos han mejorado, siendo posible la llegada al monasterio desde Kalambaka tras recorrer cerca de 3 kilómetros a través de un camino, que lleva más tarde a un acceso a través de unos túneles y 130 escalones de piedra.
Como el resto de monasterios cercanos, la fundación del monasterio de la Santísima Trinidad se señala entre los siglos XIV y XV, aunque hay vestigios de que pequeñas comunidades religiosas ya se habían asentado en el terreno sobre el siglo XI. En el siglo XIV, el emperador de los serbios Juan Uroš decidió abdicar de su trono en favor de su pariente Alejo Ángelo Filantropeno, y se trasladó hasta Meteora, donde se unió a la comunidad monástica que su padre, el emperador Simeón Uroš Paleólogo, había fundado.
Hay una leyenda local que asegura que un tal Dometius fue el primer monje del monasterio, al que se asegura constructor del mismo, siendo la fecha de su fundación los años 1475-1476. 
El plano de la iglesia tiene forma de tipo cruciforme y tiene una cúpula apoyada en dos columnas. La catedral principal del monasterio fue construida en el siglo XV y está decorada con frescos en 1741 realizada por dos monjes. Tiene columnas y arcos blancos, así como azulejos de color rosa. Su amplio nártex fue construido en 1689 y embellecido en 1692. La pequeña capilla de San Juan Bautista, tallado en la roca, contiene frescos del siglo XVII. En el pasado, esta estaba ricamente decorada y contenía manuscritos preciosos; sin embargo, estos tesoros fueron saqueados durante la Segunda Guerra Mundial, cuando Grecia fue ocupada por los alemanes. Se dice que los frescos del siglo XVI del edificio son pinturas postbizantinas. Un fresco con el esqueleto de Alejandro Magno adorna las paredes.
El monasterio fue escenario, en 1981, del rodaje de la película For Your Eyes Only, del agente 007, entonces encarnado por Roger Moore.

## Galería de imágenes

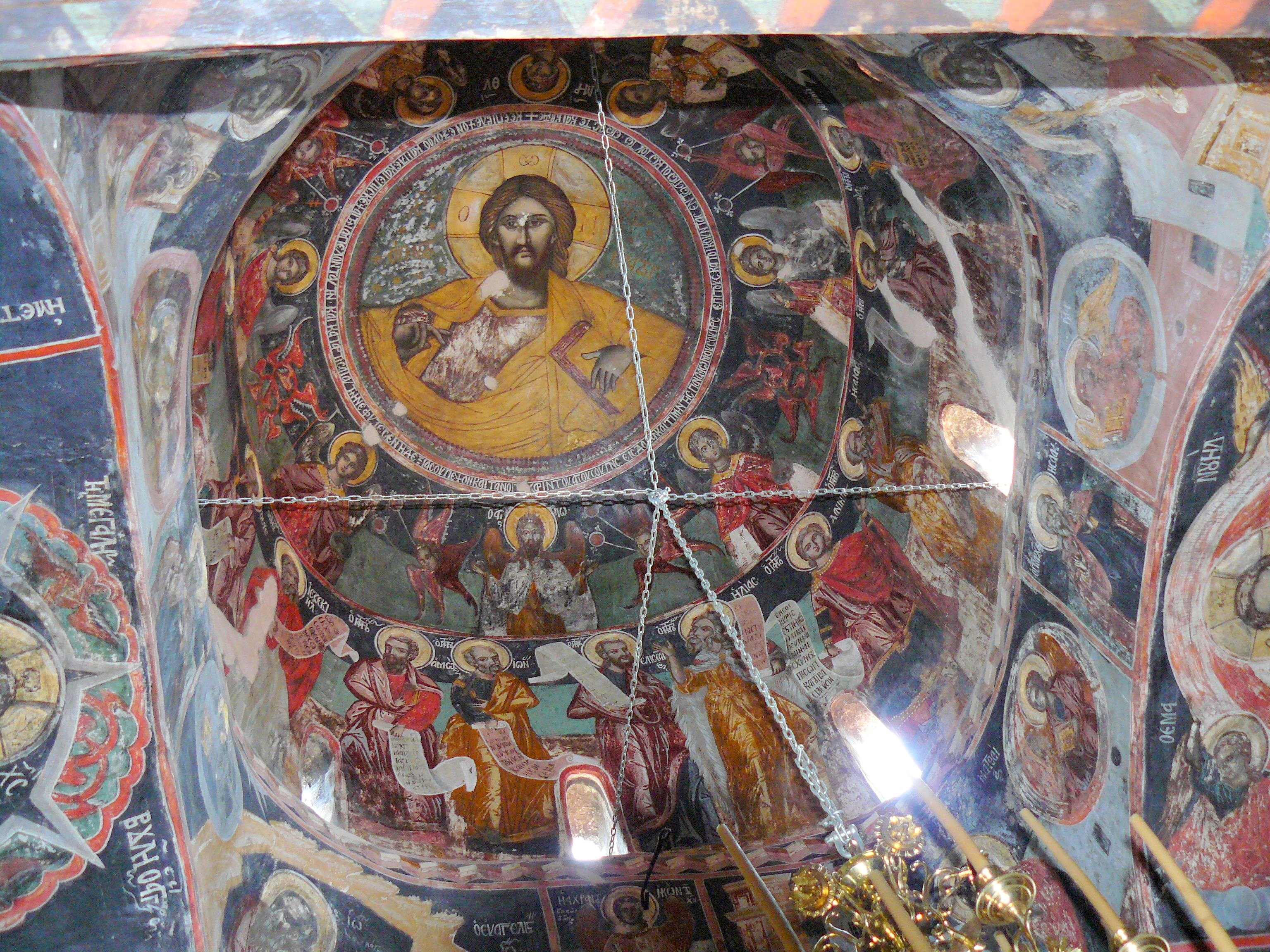
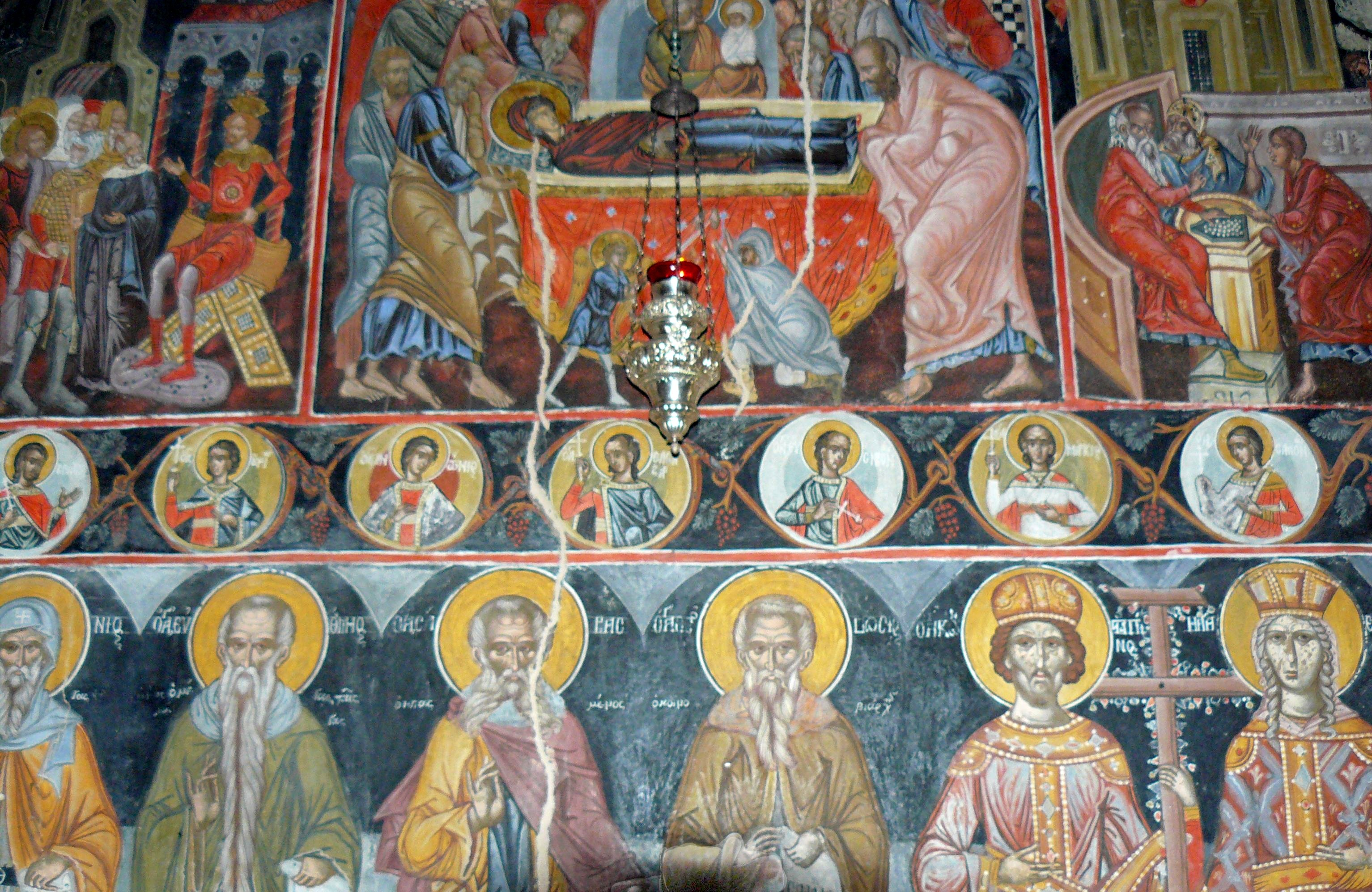
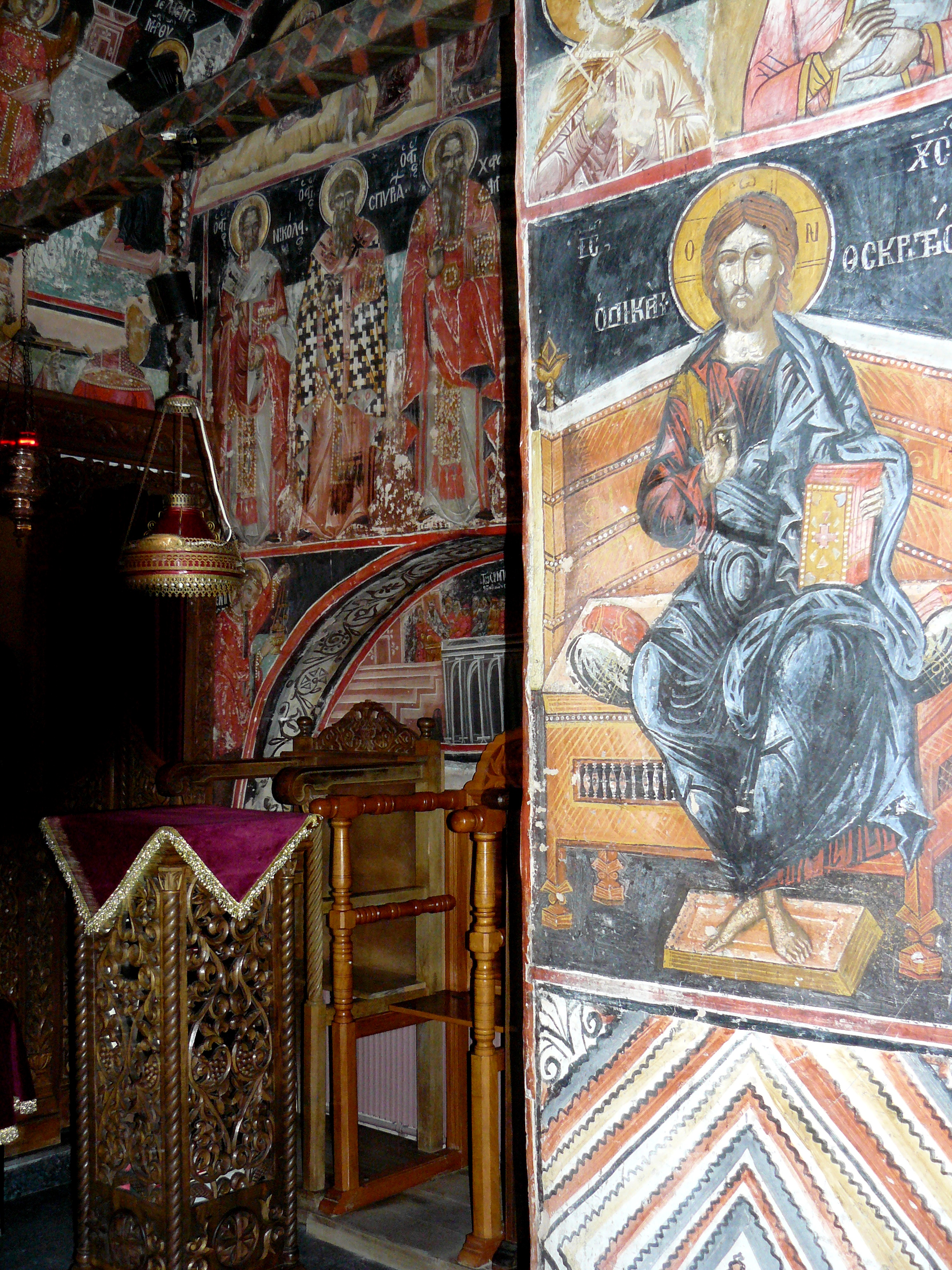
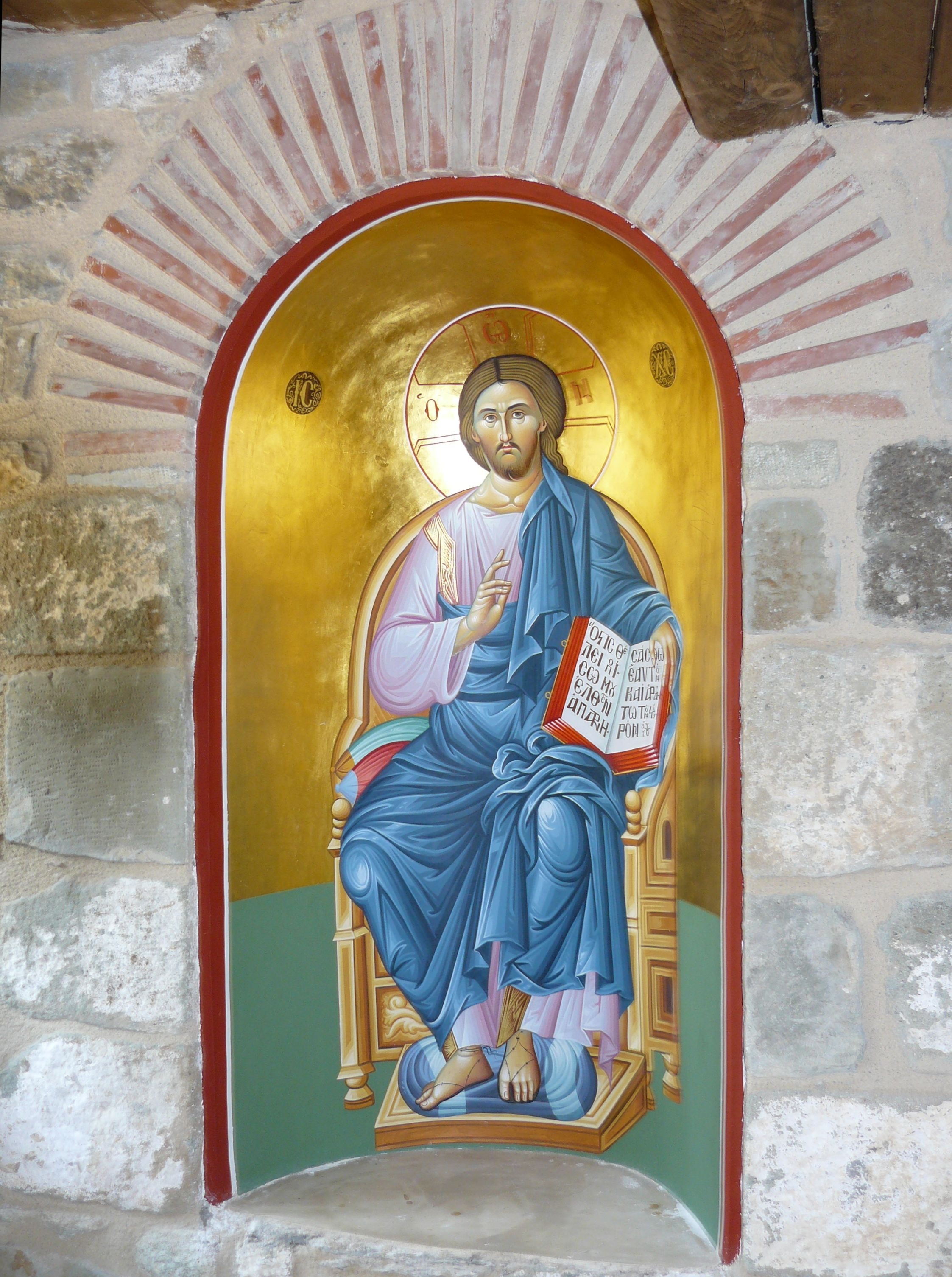
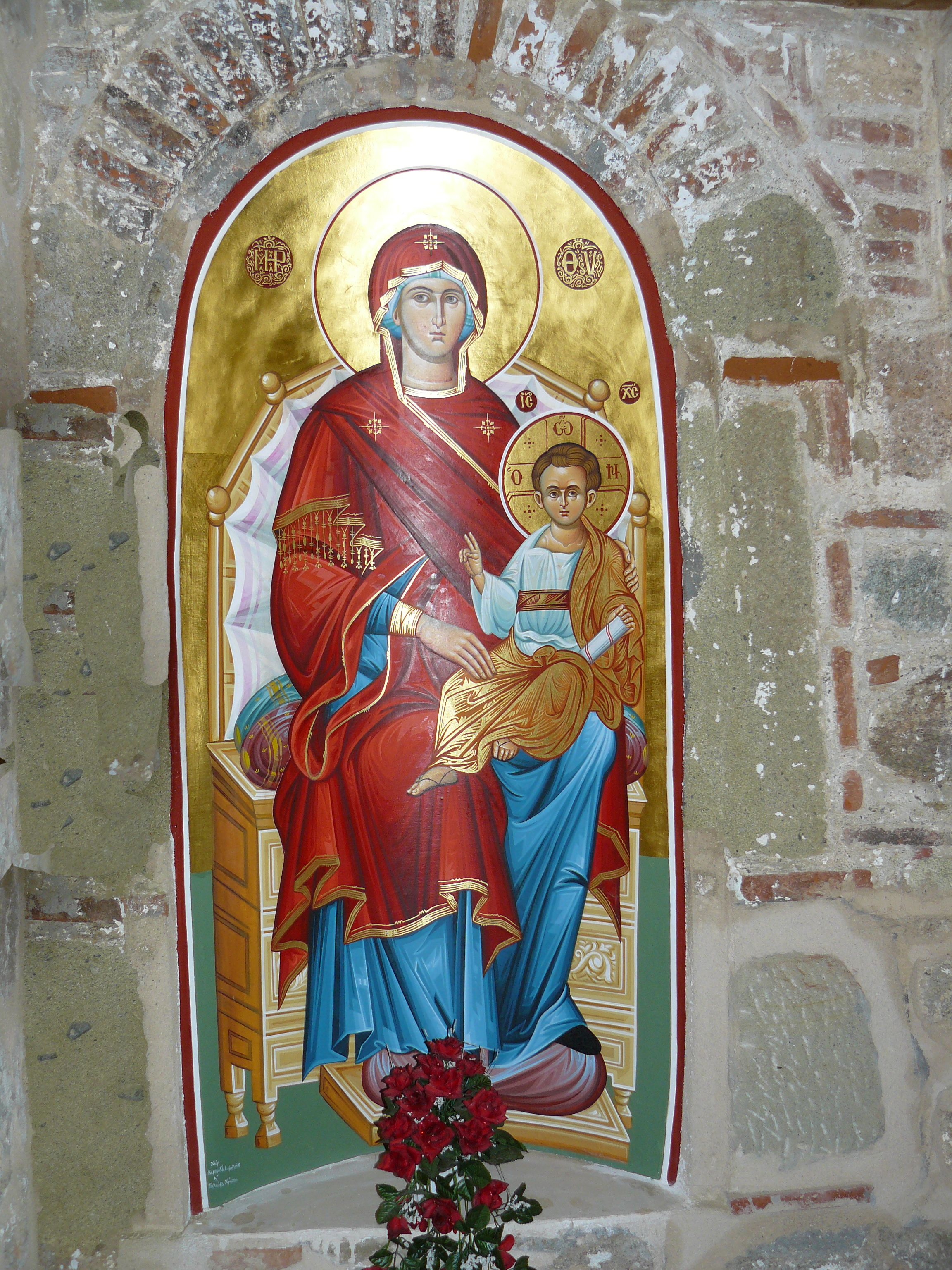